# 歹罗甸路军民府
歹罗甸路军民府，元朝的行政区划——路。今云南行省。
歹难邻近“通西”及“江头城”。一些版本称为“歹滩”或“夕滩”，或与通西相连而称为“'歹滩通'西”。《大元混一方舆胜览·卷中·云南等处行中书省》作“歹难路”，整理者注引大德本作“歹难甸总管府”；《纂图增新群书类要事林广记》癸集卷上·地舆类作“大难甸总管府”；《广舆图》的〈舆地总图〉作“可难”，其〈云南舆图〉作“可滩”；《元史·地理志》作“六难路甸军民府”；《新元史·地理志》作“歹罗甸路军民府”。